# Ileumtransposition
Eine Ileumtransposition ist ein operativer Eingriff, bei dem der letzte Teil des Dünndarms, das Ileum, vom unteren Teil des Magens an den oberen Teil des Dünndarms verlegt wird. Diese Operation kann bei Diabetes-Typ-2-Patienten in Betracht gezogen werden, da sie dazu beitragen kann, den Blutzucker zu regulieren und den Insulinbedarf zu reduzieren. Das Ileum produziert das Hormon Glucagon-like Peptide 1 (GLP-1), das die Insulinausschüttung fördert und auch den Appetit unterdrückt. Durch die Verlagerung des Ileums in den oberen Teil des Dünndarms wird der Körper dazu angeregt, mehr GLP-1 zu produzieren und somit die Blutzuckerkontrolle verbessert. Allerdings handelt es sich hierbei um einen riskanten Eingriff, der mit verschiedenen Risiken und Nebenwirkungen verbunden sein kann. Es ist daher wichtig, dass Patienten sich ausführlich über die Vor- und Nachteile informieren und eine gründliche medizinische Untersuchung durchführen lassen, bevor sie sich für eine Ileumtransposition entscheiden.